# Fenazocin

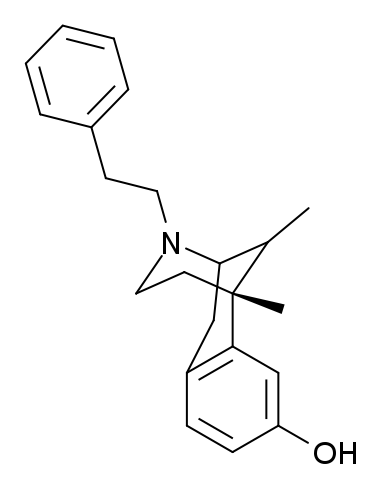
Strukturformel för fenazocin.

Fenazocin, IUPAC-namn (2R,6R,11R)-6,11-dimetyl-3-(2-fenyletyl)-1,2,3,4,5,6-hexahydro-2,6-metano-3-bensazocin-8-ol, summaformel C22H27NO, är ett smärtstillande preparat som tillhör gruppen opioider. Fenazocin är släkt med pentazocin, och är ett av ett antal besläktade läkemedelssubstanser som togs fram på 1950-talet i sökandet efter starka smärtstillande medel som var mindre beroendeframkallande än de då existerande.
Fenazocin används inte som läkemedel i Sverige.
Substansen är narkotikaklassad och ingår i förteckningen N I i 1961 års allmänna narkotikakonvention, samt i förteckning II i Sverige.